# Robert Cregan
Robert Cregan (* 4. November 1988) ist ein irischer Automobilrennfahrer. Er startete 2012 und 2013 in der GP3-Serie.

## Karriere
Cregan begann seine Motorsportkarriere 2002. 2006 trat er im Formelsport zu einer Formel-Ford-Einzelveranstaltung an. 2008 nahm er im GT-Sport an zwei Rennen des Porsche Supercups für Tolimit teil. In der Saison 2010/2011 startete er in der VAE-GT-Meisterschaft und wurde Vizemeister in der GTC-Wertung. 2011 trat er in der Fujitsu V8 Supercar Series, der zweiten Klasse der australischen V8 Supercars, an. Er wurde damit zum ersten Iren in der V8 Supercars. Mit einem achten Platz als bestes Resultat wurde er Gesamtzwölfter.
2012 wechselte Cregan in den Formelsport. Nachdem im Februar an GP3-Testfahrten teilgenommen hatte, erhielt er bei Ocean Racing Technology ein Cockpit für die Saison. Er wurde zum ersten irischen GP3-Fahrer. Cregan blieb ohne Punkte und beendete die Saison auf dem 22. Rang. 2013 war Cregan zunächst ohne Engagement. Für das letzte Rennwochenende der GP3-Serie erhielt er ein Cockpit bei Trident Racing.

## Persönliches
Cregans Vater Richard Cregan ist der Chef des Yas Marina Circuit in Abu Dhabi und der ehemalige Teammanager des Formel-1-Teams Toyota.

## Statistik

### Karrierestationen
- 2008: Porsche Supercup
- 2011: VAE-GT-Meisterschaft, GTC (Platz 2)
- 2011: Fujitsu V8 Supercar Series (Platz 12)
- 2012: GP3-Serie (Platz 22)
- 2013: GP3-Serie (Platz 27)

### Einzelergebnisse in der GP3-Serie
| Jahr | Team                    | 1   | 2   | 3   | 4   | 5   | 6   | 7   | 8   | 9   | 10  | 11  | 12  | 13  | 14  | 15  | 16  | Punkte | Rang |
| ---- | ----------------------- | --- | --- | --- | --- | --- | --- | --- | --- | --- | --- | --- | --- | --- | --- | --- | --- | ------ | ---- |
| 2012 | Ocean Racing Technology | ESP | ESP | MON | MON | ESP | ESP | GBR | GBR | GER | GER | HUN | HUN | BEL | BEL | ITA | ITA | 0      | 22.  |
| 2012 | Ocean Racing Technology | 15  | DNF | 18  | 11  | 15  | 13  | 20  | 15  | 11  | NC  | 21  | 14  | 21  | DNS | 20  | 17  | 0      | 22.  |
| 2013 | Trident Racing          | ESP | ESP | ESP | ESP | GBR | GBR | GER | GER | HUN | HUN | BEL | BEL | ITA | ITA | UAE | UAE | 0      | 27.  |
| 2013 | Trident Racing          |     |     |     |     |     |     |     |     |     |     |     |     |     |     | 16  | 13  | 0      | 27.  |